# Pédagogie traditionnelle
 (février 2009).
Si vous disposez d'ouvrages ou d'articles de référence ou si vous connaissez des sites web de qualité traitant du thème abordé ici, merci de compléter l'article en donnant les références utiles à sa vérifiabilité et en les liant à la section « Notes et références ».
La pédagogie traditionnelle désigne généralement un mode d'enseignement défini comme « classique », basé sur la différenciation pédagogique et qui ne se rattache pas à un courant pédagogique unique. Ce terme est généralement utilisé par certains mouvements souhaitant s'en distinguer et faisant la promotion des pédagogies alternatives.